# Aulonothroscus proprius
Aulonothroscus proprius is een keversoort uit de familie dwergkniptorren (Throscidae). De wetenschappelijke naam van de soort werd in 1861 gepubliceerd door Henri Achar de Bonvouloir.